# 易通咭
易通咭（1995年9月1日－1998年9月30日）是香港的自動道路繳費系統（ETC）。

## 歷史
1995年9月，易通咭有限公司獨自發展了另一套自動道路繳費系統，並於翌年5月安裝在大老山隧道進行試驗，其後在1997年10月擴展至城門隧道及將軍澳隧道，此系統與「駕易通」系統並不兼容。另外，青嶼幹線及大欖隧道原本也在擴展使用之列，但在1998年中隨著兩個系統計劃合併而棄用「易通咭」系統，並改用「駕易通」系統。
由於兩套獨立的系統（另一套為「駕易通」系統），對駕駛人士構成不便，在香港特區政府的支持下，「駕易通」與「易通咭」兩家公司在1998年10月1日起把兩個系統合併（統一改用「駕易通」系統，同時停用「易通咭」系統），並易名為「快易通」，在原本已安裝收費系統的9條隧道及1條橋樑繼續提供服務，其後於2008年3月擴展至剛啟用的尖山隧道及沙田嶺隧道。

## 服務道路
- 大老山隧道（2號幹線）（於1996年5月起使用）
- 將軍澳隧道（7號幹線）（於1997年10月起使用）
- 城門隧道（9號幹線）（於1997年10月起使用）

## 相關資料
- 駕易通：另一套自動道路繳費系統，用於香港仔隧道、紅磡海底隧道、東區海底隧道、西區海底隧道、獅子山隧道、大欖隧道及青嶼幹線
- 快易通：「駕易通」與「易通咭」兩家公司於1998年10月1日起合併的新系統